# Albert Gnudtzmann
Albert Gnudtzmann, född 1865, död 1912, var en dansk författare.